# Luise Großmann
Luise Großmann (* 14. April 1995 in Wolmirstedt) ist eine deutsche Schauspielerin.

## Leben
Als Jugendliche war Großmann beim SC Magdeburg eine erfolgreiche Leichtathletin, insbesondere in ihrer Spezialdisziplin Stabhochsprung. Dort war sie als 14-Jährige 2009 mit 3,31 Meter auf Platz 1 in der deutschen Bestenliste. Bevor sie sich dem Schauspiel widmete, war sie zunächst als Model aktiv (2015/16 lief sie z. B. mehrfach für Marcel Ostertag auf der Berlin Fashion Week) und studierte Sportjournalismus in Köln. Dort hatte sie erste Berührungspunkte mit dem Fernsehen, als sie als studentische Redaktionsassistentin bei den Sendern Vox und ProSieben arbeitete.
Von 2017 bis 2019 studierte sie Schauspiel an der Schauspielschule der Keller in Köln. Während dieser Zeit stand sie für einige Kurzfilme vor der Kamera und sammelte auch erste Erfahrungen auf der Theaterbühne. Ihre erste kleine Fernsehrolle in einer größeren Produktion hatte sie in einer Anfang 2020 ausgestrahlten Episode der ZDF-Serie Blutige Anfänger. Eine Episodenhauptrolle spielte sie 2021 in der Serie SOKO Leipzig.
Außerdem spielte sie 2021 die Hauptrolle in dem Musik-Video Irgendwann ist jetzt von Max Giesinger. Der Song erreichte Platz 64 der deutschen Single-Charts.
Ihre erste Hauptrolle im Langfilm erhielt sie in Ich kauf mir deine Angst, Premiere im Oktober 2021 bei den Internationalen Hofer Filmtagen. Das Kammerspiel Leberhaken, mit Großmann in der Hauptrolle, war am 15. September 2021 der Eröffnungsfilm auf dem Internationalen Filmfest Oldenburg. Die Premiere fand in der Weser-Ems-Halle stand. Sie agiert dort an der Seite von Hardy Krüger junior.
Im Jahr 2023 entstand in Los Angeles und New York Uppercut, die amerikanische Adaption von Leberhaken. Großmann spielt die Hauptrolle der Toni und agiert als Produzentin.
Im Frühjahr 2024 stand Großmann für die Doku-Fiktion Serie „Tod für Olympia – Der Fall Birgit Dressel“ vor der Kamera. Die dreiteilige Doku-Serie von Yannick Lowin feierte im Rahmen der Leichtathletik-Europameisterschaften 2024 in Rom im Juni 2024 in der ARD und ARD Mediathek ihre Premiere.
Bisweilen tritt Großmann unter dem Pseudonym Luiii auf. Sie lebt inzwischen in Berlin. Neben ihrer Muttersprache Deutsch spricht sie auch Englisch und Französisch.

## Filmografie (Auswahl)
- 2019: Third Place (Kurzfilm)
- 2020: Blutige Anfänger: Wunschkind (Fernsehserie, Regie: Käthe Niemeyer)
- 2021: Max Giesinger: Irgendwann ist jetzt (Musikvideo)
- 2021: Ich kauf mir deine Angst (Regie: Florian Anders)
- 2021: Leberhaken (Regie: Torsten Rüther)
- 2021: SOKO Leipzig: Rette sich, wer kann (Fernsehserie, Regie: Sven Fehrensen)
- 2022: SOKO Wismar: Unternehmerblut (Fernsehserie, Regie: Ann-Kristin Knubben)
- 2024: Uppercut (Regie: Torsten Rüther)
- 2024: Tod für Olympia – Der Fall Birgit Dressel
- 2025: Bettys Diagnose: Beste Feinde (Fernsehserie, Regie: Daria Onyshchenko)

## Auszeichnungen
- 2021: Nominierung für den Seymour-Cassel-Award als beste Schauspielerin in Leberhaken auf dem Internationalen Filmfest Oldenburg